# Thijsje Oenema
Thijsje Johanna Oenema (ur. 6 czerwca 1988 w Heerenveen) – holenderska łyżwiarka szybka, brązowa medalistka mistrzostw świata.

## Kariera
Jedyny medal na arenie międzynarodowej Thijsje Oenema wywalczyła w 2012 roku, kiedy zajęła trzecie miejsce w biegu na 500 m podczas dystansowych mistrzostw świata w Heerenveen. W zawodach tych wyprzedziły ją jedynie Lee Sang-hwa z Korei Południowej oraz Chinka Yu Jing. W tej samej konkurencji była też piąta na rozgrywanych rok później mistrzostwach świata w Soczi. W 2013 roku była też czwarta na mistrzostwach świata w wieloboju sprinterskim w Salt Lake City. Walkę o medal przegrała tam z Koreanką Lee Sang-hwa. Kilkukrotnie stawała na podium zawodów Pucharu Świata, ale nie odniosła zwycięstwa. Najlepsze wyniki osiągnęła w sezonie 2008/2009, kiedy zajęła drugie miejsce w klasyfikacji końcowej 100 m. Rozdzieliła wtedy Niemkę Jenny Wolf oraz Chinkę Xing Aihua. W 2010 roku brała udział w igrzyskach olimpijskich w Vancouver. Jedyną konkurencją w jakiej wzięła udział był bieg na 500 m, który ukończyła na 15. miejscu.
W 2013 roku zdiagnozowano u niej nowotwór skóry, przez co nie wzięła udziały w igrzyskach olimpijskich w Soczi w 2014 roku. Wróciła jednak do zdrowia i startowała w sezonie 2014/2015. W listopadzie 2015 roku zdiagnozowano nowotwór jajnika.

## Rekordy życiowe
| Dystans | Czas    | Data             | Miejsce        |
| ------- | ------- | ---------------- | -------------- |
| 500 m   | 37,06   | 27 stycznia 2013 | Salt Lake City |
| 1000 m  | 1.14,22 | 26 stycznia 2013 | Salt Lake City |
| 1500 m  | 2.02,13 | 16 lutego 2011   | Heerenveen     |
| 3000 m  | 4.38,67 | 7 stycznia 2007  | Deventer       |
| Źródło: |         |                  |                |